# Santa Maria di Riscamone
L'église de Sainte-Marie de Riscamone (Santa Maria di Riscamone) est une ancienne église située à Valle-di-Rostino, dans le département de la Haute-Corse. Actuellement à l'état de ruines, elle a été classée monument historique par arrêté du 15 mai 1991.

## Description

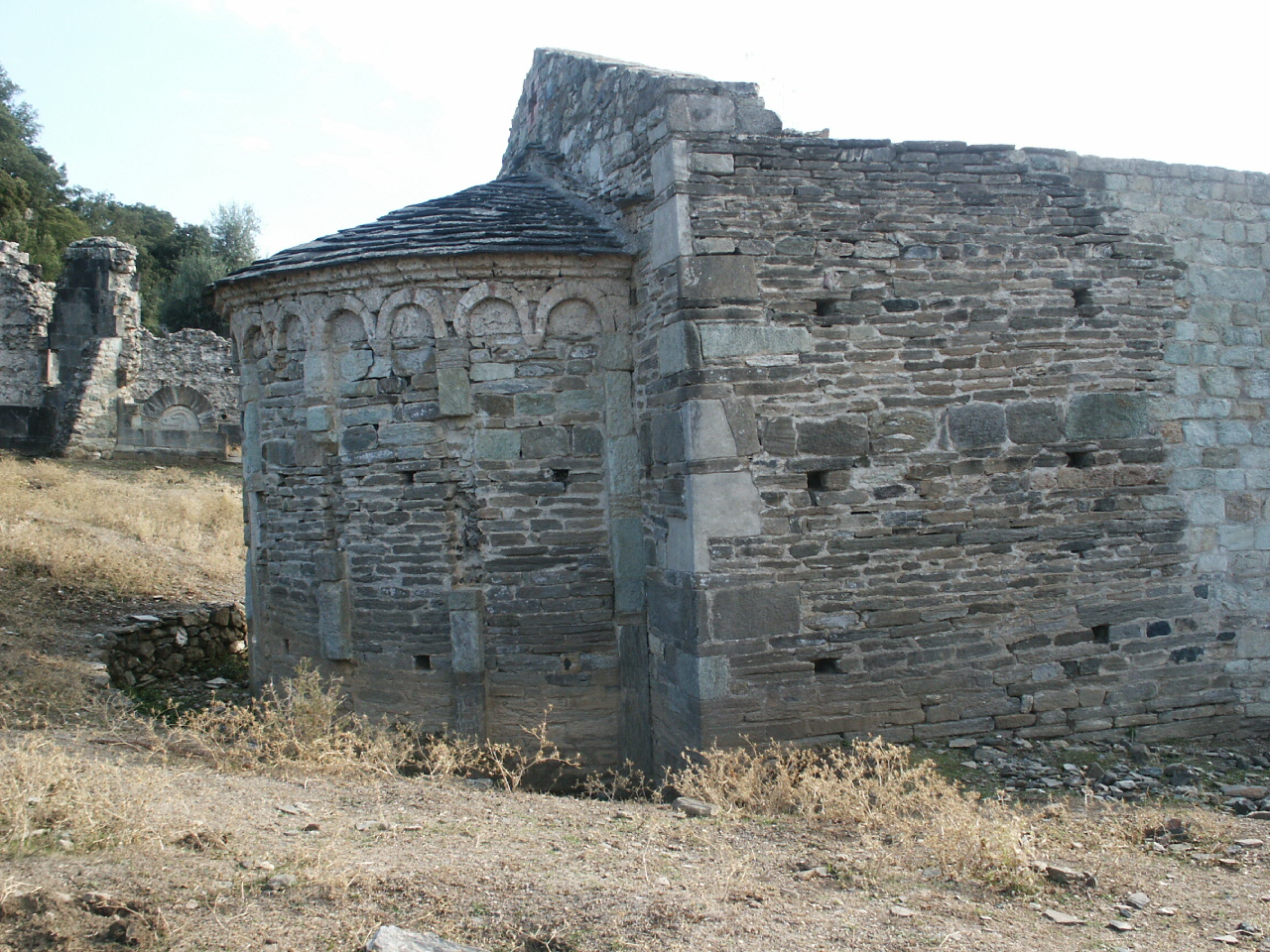
Abside de l'église Santa Maria di Riscamone

L'église  a été édifiée au Ve siècle sur le site d'une implantation romaine.
Elle aurait été reconstruite sur les ruines d’une église du haut Moyen Âge. Agrandie, remaniée entre le VIe siècle et le IXe siècle, elle prend son aspect définitif au XIIe siècle.
À quelques mètres de cet édifice fut construit, au XIIe siècle, le baptistère octogonal de Saint-Jean-Baptiste.

## Histoire
Occupé depuis l’Antiquité romaine, le site a fait l'objet de plusieurs campagnes de fouilles. La première a été l'œuvre de Geneviève Moracchini-Mazel en 1956. La dernière, menée par Philippe Pergola, a mis au jour les restes d’une deuxième structure à abside, parallèle à l’église romane qui recouvre elle-même un premier édifice paléochrétien daté du VIe siècle. Dans le bâtiment à abside mitoyen de l’église, sont les vestiges d’une cuve baptismale cruciforme. L’église et le baptistère actuels ont été construits nettement plus tardivement.
L'ensemble du site archéologique est classé. Il renferme les édifices accolés, ruines de la chapelle et du baptistère monumental, ainsi que les substructions d'un sanctuaire primitif.
Santa Maria di Riscamone était l'église principale de la pieve de Rostino.